# Битва під Задвір'ям
Битва під Задвір'ям — збройне зіткнення, яке відбулося 17 серпня 1920 року під час польсько-більшовицької війни між 330-особовим відділом поляків Львова під командуванням капітана Болеслава Зайончковського та більшовицькими силами Першої кінної армії Семена Будьонного за 33 км від Львова, неподалік села Задвір'я. Завданням було затримати сили більшовиків, які йшли на Львів. Протистояння завершилося операційним успіхом польського загону.
У липні 1920 року в Галичині приступили до формування загонів народного ополчення. Тоді було сформовано відділ майора Романа Абрагама, до котрого вступила в основному молодь і інтелігенція Львова. Відділ складався з батальйону капітана Зайончковського, дивізіону великокаліберних кулеметів А. Давидовича, кавалерійського дивізіону Т. Кораба-Криницького та артилерійської батареї. 6-8 серпня відділ взяв участь у боях під Городищем і Ходачковом, прикриваючи правий фланг 54-го полку піхоти. У битві було захоплено 480 полонених з 26-го і 27-го радянських полків. Поранений у бою, майор Абрагам керував відділом, лежачи на ношах.
Незважаючи на здобуття в цій битві залізничної станції Задвір'я, Будьонний відмовився від продовження атаки на Львів, тим самим припиняючи марш на захід. Він попрямував на північ, на відсіч польських військ в районі Вєпша і Варшави, але після поразки під Комаровом відступив на схід. В битві під Задвір'ям загинуло 318 добровольців Львова і з уваги на героїчну боротьбу молодих польських патріотів Львова цю битву названо польськими Термопілами.

## Перебіг битви
17 серпня 1-й батальйон 54-го піхотного полку (близько 350 молодих львівських добровольців і офіцерів з угрупування ротмістра Романа Абрагама, під командуванням капітана Болеслава Зайончковського) після розвідки повертався вздовж залізничної колії до Львова.
Коли відділ прибув в село Куткір, він зненацька був обстріляний з кулеметів зі сторони Задвір'я. Ближче до Задвір'я батальйон попав під шквальний вогонь зі стрілецької зброї і кулеметів — загони 6-ї кавалерійської дивізії заманили батальйон у вогневий котел. Капітан Зайончковський прийняв сміливе рішення вдарити на Задвір'я, зайняти залізничну станцію та прилеглі пагорби і там з маршу організувати оборону. Зайончковський розвернув батальйон у три шеренги і почав рухатися до Задвір'я, зайнятого більшовицькими військами. Поблизу залізничної станції відбулась сильна перестрілка. Поручик Антоній Давидович направив відділ здобути гармати, встановлені біля станції. В той момент з лісу на них рушила радянська кавалерія. Поляки відбили цю атаку і опівдні здобули залізничну станцію. Батальйон оволодів пагорбами, завдяки чому було отримано кращий огляд терену та вигідні умови для проведення кругової оборони проти десятикратно сильнішого ворога. Протягом наступних 11 годин було відбито шість атак радянської кавалерії. Більшовики посилили натиск, коли до них прибули нові сили.
Оточені ворогом захисники Львова не здавались, навіть коли під вечір у них скінчилися боєприпаси. Бійці почали збирати амуніцію у вбитих і поранених. Часто приходилось оборонятись багнетами і прикладами.
Розуміючи неможливість отримання допомоги зі Львова через відсутність зв'язку з полком, капітан Зайончковський вирішив відступити з 30-ма живими бійцями до найближчого лісу. У цей час прилетіли три радянських літаки й обстріляли відступаючих бійців. Обстріляні кулеметним вогнем з літаків, без зброї, в оточенні ворога, оборонці Львова захищалися вже лише багнетами, продовживши криваву битву до пізнього вечора. Через величезні втрати, оскаженілі від опору львів'ян, більшовики рубали їх шаблями, поранених добивали прикладами. Убитим відрізали голови, руки і ноги. Уцілілі поранені офіцери останніми патрони відбирали собі життя. До полону більшовикам потрапила лише невелика група бійців, які захищались прикладами біля будки залізничника.
Для того, щоб не потрапити в руки ворога, капітан Зайончковський разом з кількома солдатами покінчив життя самогубством.

## Після битви
20 серпня війська Будьонного відступили на схід. У той же день на поле битви прибув польський бронепотяг «Ураган». З ним прибули польські вояки та родини загиблих. На залізничній станції поляки побачили 318 понівечених та пограбованих тіл захисників Львова. Лежачі під серпневим сонцем, обдерті з одежі і посічені шаблями тіла було майже неможливо ідентифікувати. Розпізнати вдалось лише 106 вояків. Усіх загиблих спочатку поховали у братській могилі недалеко від місця битви. Останки семи загиблих захисників: Капітана Болеслава Зайончковського, командувача відділу
Капітана Кшиштофа Обертинського, Підпоручика Яна Деметера, Підхорунжого Владислава Мариновського, Поручика Тадеуша Ганака, Капрала Стефана Громницького, Солдата Еугеніуша Шарка поховано пізніше, урочисто, з почестями на Цвинтарі Оборонців Львова (Личаківський цвинтар). Потім останки С. Громницького і Е. Шарка були ексгумовані та перепоховані, ймовірно, у фамільному склепі. Решту загиблих захисників Львова було поховано на військовому цвинтарі в Задвір'ї, біля підніжжя кургану.

## Результати битви
Героїчна оборона самотнього польського піхотного батальйону на один день затримала марш більшовицької 1-ї Кінної армії на Львів, завдяки чому поляки змогли підтягнути до міста резервні сили і розпочати контрнаступ.
Крім цього, битва під Задвір'ям дала можливість скувати значні більшовицькі сили саме в той час, коли йшли вирішальні бої під Варшавою.

## Вшанування
Восени 1920 року, наказом командування Малопольських Відділів Добровольчої армії, на місці битви сапери насипали двадцятиметровий курган-могилу, на котрому у 1927 році було встановлено чотириметровий обеліск у формі прикордонного стовпа (видимий з вікон поїзда).
Друга Річ Посполита вшанувала пам'ять героїв, загиблих в бою. Було встановлено Хрест Задвір'я, котрим вшановано захисників Вітчизни. У березні 1923 року група 25 молодих солдатів капітана батальйону Зайончковського повернулася з Росії в рамках обміну полоненими. Знову урочисто перепоховано 311 солдатів, творячи некрополь.
19 серпня 1929 року, на гроші батька вбитого під Задвір'ям Філіпа Говзана зі Стрия, під курганом було встановлено бронзову таблицю з написом «Орлятам, що загинули 17 серпня 1920 року в боях за цілісність кресових земель». До 1939 року пам'ятник слави був місцем паломництва для ветеранів, харцерів (скаутів) та молоді, в поєднанні з відданням почесті, складанням обітниць та присяг. Художник Станіслав Батовський у 1934 році намалював картину бою «Задвір'я — польські Термопіли». Схована до 1945 року в Національному музеї, вона була вперше виставлена в 1996 році у краківському Національному музеї на виставці «Знамениті битви польської армії». Некрополь в Задвір'ї пережив Другу світову війну і період радянської влади. У 1990-х роках фірма «Енергополь» провела реконструкцію некрополя і надгробків, сходів, таблиці і прилеглих до цвинтаря територій.
У 1990 році на одній з колон могили Невідомого солдата у Варшаві, серед таблиць з полів битв, поряд зі Львовом уміщено напис «Задвір'я».
Щороку Польське товариство охорони військових могил за участі Генерального Консульства РП у Львові організовує урочисте вшанування річниці битви під Задвір'ям.